# Campionatul Mondial de Atletism din 2022 - Aruncarea suliței (masculin)
Proba masculină de aruncare a suliței de la Campionatul Mondial de Atletism din 2022 a avut loc în perioada 21-23 iulie 2022 pe Hayward Field din Eugene, SUA.

## Standardul de calificare
Standardul de calificare a fost de 85,0 m.

## Program
Ora este ora SUA (UTC-7) 
| Data     | Oră   | Etapă      |
| -------- | ----- | ---------- |
| 21 iulie | 17:05 | Calificări |
| 23 iulie | 18:35 | Finala     |

## Rezultate

### Calificări
În finală s-au calificat toți sportivii care au aruncat sulița la distanța de 83,5m (C) sau cele mai bune 12 performanțe (c).
| Loc | Grupă | Nume                | Țară                       | Rundă | Rundă | Rundă | Cea mai bună performanță | Note  |
| Loc | Grupă | Nume                | Țară                       | 1     | 2     | 3     | Cea mai bună performanță | Note  |
| --- | ----- | ------------------- | -------------------------- | ----- | ----- | ----- | ------------------------ | ----- |
| 1   | B     | Anderson Peters     | Grenada                    | 89,91 |       |       | 89,91                    | C     |
| 2   | A     | Neeraj Chopra       | India                      | 88,39 |       |       | 88,39                    | C     |
| 3   | B     | Julian Weber        | Germania                   | 87,28 |       |       | 87,28                    | C     |
| 4   | A     | Jakub Vadlejch      | Cehia                      | 85,23 |       |       | 85,23                    | C     |
| 5   | A     | Ihab Abdelrahman    | Egipt                      | 77,34 | 83,41 | x     | 83,41                    | c     |
| 6   | B     | Oliver Helander     | Finlanda                   | 82,41 |       |       | 82,41                    | c     |
| 7   | A     | Genki Dean          | Japonia                    | 79,26 | 79,33 | 82,34 | 82,34                    | c, SB |
| 8   | A     | Curtis Thompson     | Statele Unite ale Americii | 81,73 | 81,50 | x     | 81.,73                   | c, SB |
| 9   | B     | Arshad Nadeem       | Pakistan                   | 76,15 | 74,38 | 81,71 | 81,71                    | c, SB |
| 10  | B     | Andrian Mardare     | Moldova                    | 80,83 | 79,41 | x     | 80,83                    | c     |
| 11  | B     | Rohit Yadav         | India                      | 80,42 | x     | 77,32 | 80,42                    | c     |
| 12  | A     | Lassi Etelätalo     | Finlanda                   | 75,41 | 79,40 | 80,03 | 80,03                    | c     |
| 13  | B     | Patriks Gailums     | Letonia                    | 75,49 | 75,63 | 79,66 | 79,66                    |       |
| 14  | B     | Julius Yego         | Kenya                      | 79,60 | 75,33 | 76,41 | 79,60                    |       |
| 15  | A     | Rolands Štrobinders | Letonia                    | 77,83 | 76,50 | 79,39 | 79,39                    |       |
| 16  | A     | Keshorn Walcott     | Trinidad și Tobago         | x     | 78,87 | 76,63 | 78,87                    |       |
| 17  | B     | Manu Quijera        | Spania                     | 76,53 | 78,61 | 78,29 | 78,61                    |       |
| 18  | A     | Toni Keränen        | Finlanda                   | 76,13 | 78,52 | x     | 78,52                    |       |
| 19  | B     | Kenji Ogura         | Japonia                    | 78,48 | 75,22 | 77,20 | 78,48                    |       |
| 20  | A     | David Carreon       | Mexic                      | 77,61 | 76,79 | 76,80 | 77,61                    |       |
| 21  | B     | Cameron McEntyre    | Australia                  | 65,72 | x     | 77,50 | 77,50                    |       |
| 22  | B     | Leandro Ramos       | Portugalia                 | 77,34 | 76,27 | 72,48 | 77,34                    |       |
| 23  | A     | Johan Grobler       | Africa de Sud              | 76,30 | 73,74 | x     | 76,30                    |       |
| 24  | B     | Tim Glover          | Statele Unite ale Americii | x     | 75,68 | 73,10 | 75,68                    |       |
| 25  | A     | Alexandru Novac     | România                    | 75,12 | 74,34 | 75,20 | 75,20                    |       |
| 26  | A     | Cruz Hogan          | Australia                  | 69,74 | 73,03 | x     | 73,03                    |       |
| 27  | B     | Ethan Dabbs         | Statele Unite ale Americii | x     | 72,81 | 72,35 | 72,81                    |       |
| 28  | A     | Andreas Hofmann     | Germania                   | x     | x     | x     | FM                       |       |

### Finala
| Loc | Nume             | Țară                       | Rundă | Rundă | Rundă | Rundă | Rundă | Rundă | Cea mai bună performanță | Note |
| Loc | Nume             | Țară                       | 1     | 2     | 3     | 4     | 5     | 6     | Cea mai bună performanță | Note |
| --- | ---------------- | -------------------------- | ----- | ----- | ----- | ----- | ----- | ----- | ------------------------ | ---- |
| 1   | Anderson Peters  | Grenada                    | 90,21 | 90,46 | 87,21 | 88,11 | 85,83 | 90,54 | 90,54                    |      |
| 2   | Neeraj Chopra    | India                      | x     | 82,39 | 86,37 | 88,13 | x     | x     | 88,13                    |      |
| 3   | Jakub Vadlejch   | Cehia                      | 85,52 | 87,23 | 88,09 | 83,48 | 81,31 | 82,88 | 88,09                    |      |
| 4   | Julian Weber     | Germania                   | 86,86 | 71,88 | 73,00 | x     | 81,76 | 83,53 | 86,86                    |      |
| 5   | Arshad Nadeem    | Pakistan                   | x     | 75,13 | 82,05 | 86,16 | 83,63 | x     | 86,16                    | SB   |
| 6   | Lassi Etelätalo  | Finlanda                   | 78,27 | 82,70 | x     | –     | 80,71 | 80,99 | 82,70                    | SB   |
| 7   | Andrian Mardare  | Moldova                    | 79,55 | x     | 82,26 | 79,42 | 81,07 | x     | 82,26                    |      |
| 8   | Oliver Helander  | Finlanda                   | x     | x     | 82,24 | x     | x     | x     | 82,24                    |      |
| 9   | Genki Dean       | Japonia                    | 77,81 | x     | 80,69 |       |       |       | 80,69                    |      |
| 10  | Rohit Yadav      | India                      | 77,96 | 78,05 | 78,72 |       |       |       | 78,72                    |      |
| 11  | Curtis Thompson  | Statele Unite ale Americii | 78,39 | x     | x     |       |       |       | 78,39                    |      |
| 12  | Ihab Abdelrahman | Egipt                      | x     | 72,76 | 75,99 |       |       |       | 75,99                    |      |